# 浦の橋
浦の橋（うらのはし）は、富山県富山市の白岩川河口付近に架かる富山県道1号富山魚津線の道路橋梁である。

## 概要
白岩川の最下流部に位置している。
- 左岸：富山県富山市水橋川原町・水橋山王町
- 右岸：富山県富山市水橋大町・水橋西天神町
- 道路の路線名：主要地方道富山魚津線
- 橋の構造：桁橋[2]
- 橋長：92 m[3]
- 幅員：13 m[3]

## 沿革
かつては木造の橋が使用されていたが、台風シーズンには度々損傷し通行止めや通行制限が繰り返されていた上、老朽化が激しかった。このため県道水橋滑川線都市計画街路事業として富山県立山土木事務所が3年がかりで架け替え工事が実施されることになり、1976年（昭和51年）1月、まず北側（下流側）に現在の橋の一部（幅員6 m）が竣工。同年3月から旧橋を解体した後、新橋の中央部に暫定的に設置された欄干を撤去した上で拡幅工事を実施、1978年（昭和53年）春に南側（上流側）が完成、同年10月末までに全工事が完了した。